# 宜蘭五穀廟
24°45′13″N 121°45′07″E / 24.753538°N 121.751908°E
宜蘭五穀廟，舊稱先農壇，是位於臺灣宜蘭縣宜蘭市神農里的神農廟。舊廟身被列為宜蘭縣文化資產。

## 沿革
宜蘭設廳納入清朝版圖後，嘉慶十七年（1812年），通判翟淦依照大清體制，奉建先農壇於宜蘭城南門外，坐北向南，即今中山路與舊城南路的交會口。位在宜蘭市神農里，近舊宜蘭監獄。
道光五年（1825年），陞倅呂志恒安設牌位，加以修葺。咸豐二年（1852年），先農壇因為不堪道光二十八、二十九年間風雨侵襲，全部倒塌，神像暫移供於宜蘭武廟內。咸豐八年（1858年），通判富謙認為近年來雨水不暢，田禾經常受損，是因舊壇址「砂水坐向不相朝」，所以改變方向坐東面西，並立重建先農壇碑，以資記念。護龍、門屋及圍牆為同治年間所作。
日人曾強佔廟地為日本憲兵隊營區，直至1913年12月11日憲兵隊撤出。正殿於1920年曾由阿元師（陳榮元）及阿枝師重修屋頂及泥水部分。廟曾由日僧接管，安奉石觀音。原先舖紅瓦的硬山式屋頂護龍，少數在這時期置換為水泥瓦，因而正脊出現日式鬼瓦以為收頭。
戰後時期，僧侶歸還五穀廟，信徒清除佛堂設施，恢復其昔日廟觀，但護龍為他人佔用。1962年，正殿受損於歐珀颱風，於1964年依原貌重修。正殿除正面排樓面、兩側斗砌山牆及所有石珠為原物外，原有明間桁檁腐蝕處削鋸後，改用於左右次間，其餘構件不足處才購買新的檜木補足。廟貌僅存兩側護龍、門屋及圍牆為前清時期所建，其餘均曾整修或改建，如戲台、山門以及破壞正殿外觀的遮雨棚均為戰後改建或增築。

### 文化資產爭議
1985年，內政部宣布解除重建先農壇碑的古蹟列管。後來，由於白蟻蛀蝕嚴重、廟宇活動空間不足，廟方規劃拆除廟宇重建，引起文保人士關切於而招開文資審查會議。
2016年11月27日，宜蘭縣政府文化局舉行文資審查會議，決議將五穀廟登錄為歷史建築。文化局會馬上啟動緊急加固，並向中央申請調查研究計畫。五穀廟管理委員會副主委尤贊輝獲知，表示反對登錄歷史建築，表示一定要重建。

#### 結果
經過廟方和文化局多次協調，終於達成共識。原本的舊廟以新台幣總經費為兩百三十四萬元拆解，每一個建築元件編號保存，再依照原先建築結構重組，改旋轉90度坐南朝北，重立於新廟右側龍邊。舊廟會規劃成神農文物館，讓廟方的農機具可以入館保存陳設，展現神農信仰和農業文化。

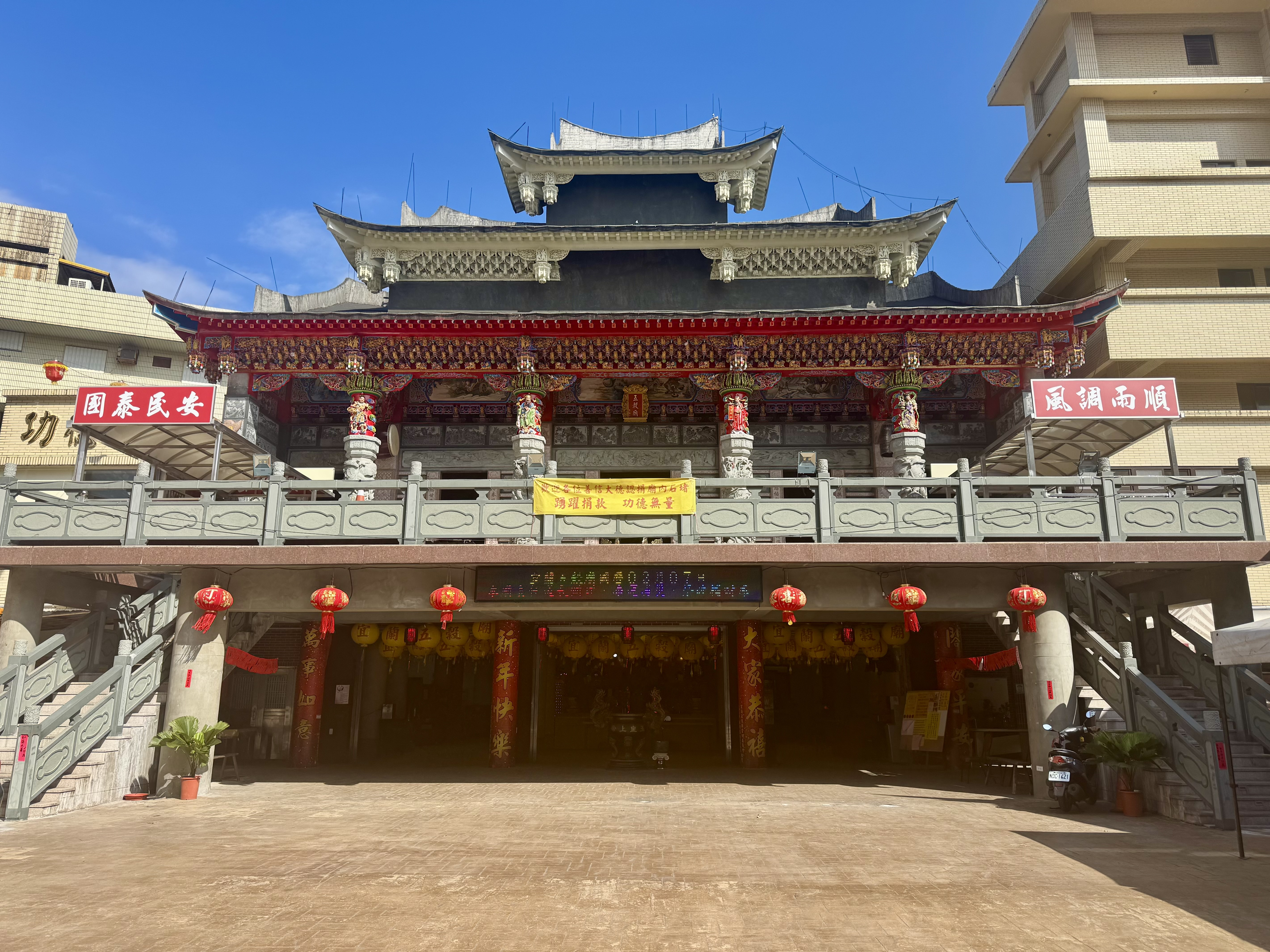
宜蘭五穀廟新廟

2017年9月7日，啟動舊廟解體。原址要蓋的新廟預計兩層樓高，需要一億元經費，工期三年。第六屆主委林明昌計畫增建地下停車場，來增加廟方收入及以疏解週邊停車問題。2022年1月7日，舉行舊廟修復工程開工典禮，耗資總經費二千一百萬元。

## 祭祀活動

#### 神明會與爐會
清治時期，先農壇左方另有五穀神祠，凡是耕耤、迎春、常雩都在此祭拜。另因五穀神祠主祀神農大帝，自創設以來即有米商及醫藥商成立神明會，如由中藥商成立的振興會、藥商會，由米商成立的大有社、同豐會等。因日本人曾禁止廟內慶典活動，故此廟有廟外爐主承接制。

#### 長生祿位

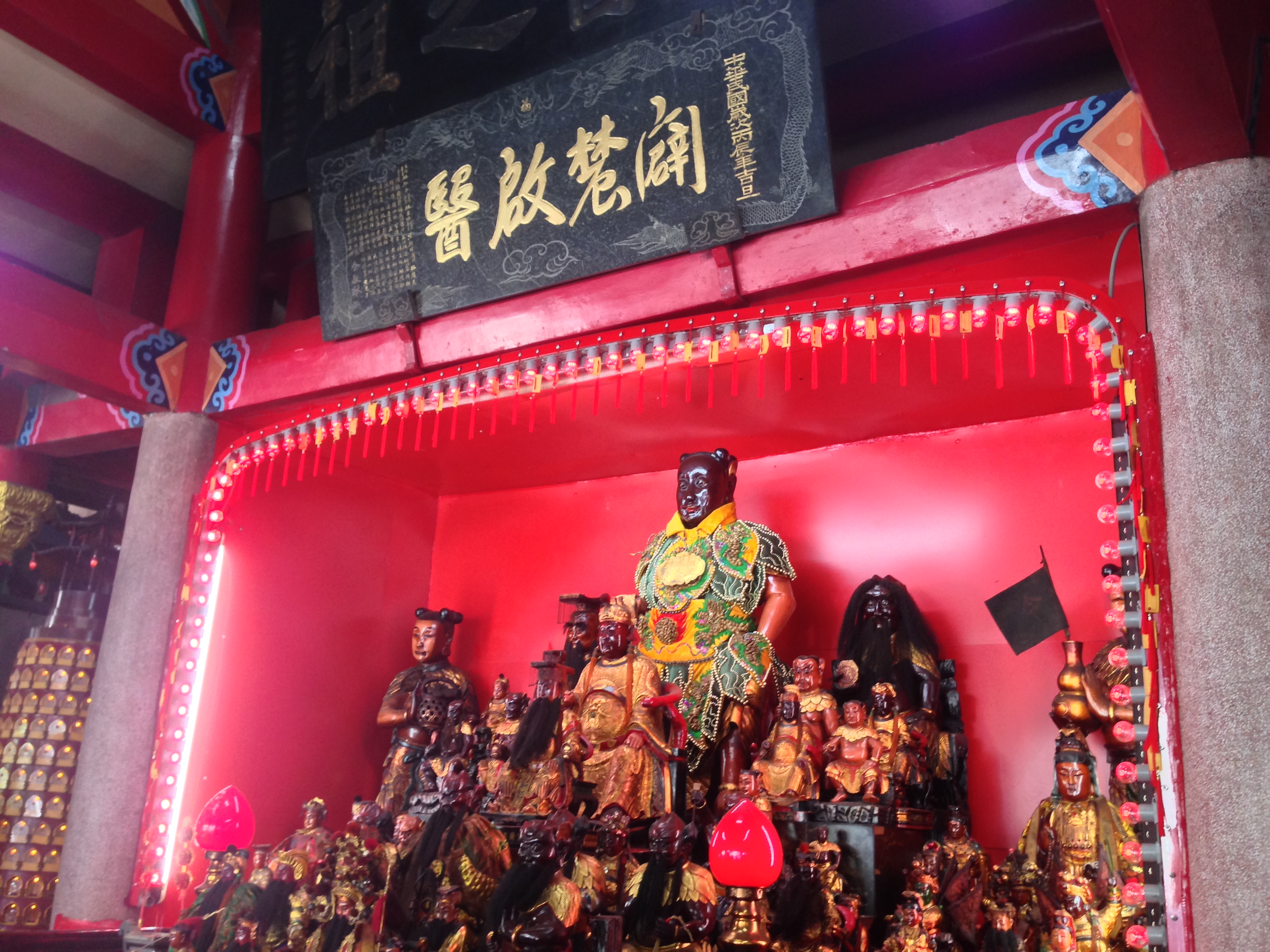
神像

五穀廟供奉有六名清朝官員的長生牌位，分別是臺灣府知府陳蒸、噶瑪蘭通判翟淦、仝卜年、董正官、王文棨、臺灣兵備道的熊一本。熊一本並未真正在宜蘭任職，但是推斷是某一舉措澤被噶瑪蘭，為此獲得供奉長生祿位。宜蘭史教授陳進傳表示這六位官吏長生祿位，過去應該是現在宜蘭市度小月餐廳附近在祭拜楊廷理的楊公祠內，可能由於宜蘭設學建立考棚等，楊公祠沒落無蹤，形成了現在楊廷理牌位在吳沙祠，其餘六官吏的祿位由五穀廟供奉。

#### 打春牛
農歷正月初一至十五，廟方會以竹紙編製春牛一頭，置於廟埕供信徒摸耳、頭、尾等。至元宵夜，廟方將春牛遊街後，回至廟埕後由地方首長鞭打春牛三下，以示新年已過，表示牛須下田工作。之後燒春牛，其灰屑由信徒取回撒在田園或置於店舖，以求五穀豐收、市井滿銀。

## 外部連結
- 宜蘭五穀廟——文化部文化資產局（页面存档备份，存于）